# Широківська сільська рада (Веселівський район)
| Широківська сільська рада — колишній орган місцевого самоврядування у Веселівському районі Запорізької області з адміністративним центром у с. Широке . Сільській раді підпорядковані населені пункти: - с. Широке - с. Далеке |

## Склад ради
Рада складається з 16 депутатів та голови.

## Керівний склад сільської ради
| ПІБ                        | Основні відомості                                                               | Дата обрання | Дата звільнення |
| -------------------------- | ------------------------------------------------------------------------------- | ------------ | --------------- |
| Чаусов Валерій Федорович   | Сільський голова, 1946 року народження, освіта, безпартійний                    | 26.03.2006   | 31.10.2010      |
| Єрещенко Лариса Вікторівна | Сільський голова, 1966 року народження, освіта середня спеціальна, позапартійна | 31.10.2010   |                 |

Примітка: таблиця складена за даними джерела